# Hills (Iowa)
Pour les articles homonymes, voir Hills.
Hills est une ville du  comté de Johnson, en Iowa, aux États-Unis. Elle est incorporée en 1906.

## Source de la traduction
- (en) Cet article est partiellement ou en totalité issu de l’article de Wikipédia en anglais intitulé « Hills, Iowa » (voir la liste des auteurs).